# Luigi Amaducci
Luigi Amaducci, né le 4 mars 1924 à San Pancrazio di Russi, une frazione de la commune de Russi, dans la province de Ravenne, en Émilie-Romagne et mort le 3 mai 2010 à Cesena est un archevêque italien. 

## Biographie
Luigi Amaducci est ordonné prêtre en 1947 et nommé évêque de Cesena-Sarsina par le pape Paul VI en 1977.
Le pape Jean-Paul II le nomme archevêque de Ravenne-Cervia le 27 octobre 1990. Atteignant la limite d'âge pour la charge d'évêque, il se retire le 9 mars 2000.
Luigi Amaducci meurt le 3 mai 2010 à Cesena. Il est enterré dans le caveau familial à Traversara, une frazione de la commune de Bagnacavallo, dans la province de Ravenne.